# Orquestra Petrobras Sinfônica
Orquestra Petrobras Sinfônica é hoje uma das mais tradicionais e conceituadas orquestras brasileiras. Foi criada em 1972 pelo maestro Armando Prazeres (1934-1999). Com uma frutífera mescla de músicos jovens e experientes, a Petrobras Sinfônica tem como regente titular o maestro Isaac Karabtchevsky, o mais respeitado regente brasileiro e um nome consagrado no panorama internacional.
A orquestra ganhou impulso e vigor a partir da parceria firmada com a Petrobras, maior empresa brasileira e grande investidora privada no campo das artes. Desde então, destaca-se por sua força sinfônica e o refinamento crescente de sua identidade sonora, chegando hoje à maturidade com uma formação de mais de 80 instrumentistas, e uma média de 60 apresentações por temporada. A Petrobras Sinfônica possui proposta administrativa inovadora, sendo a única no país gerida pelos próprios músicos, a exemplo da Filarmônica de Viena.
A Petrobras Sinfônica realiza a temporada no Rio de Janeiro com as suas duas séries tradicionais que homenageiam grandes nomes da pintura brasileira: Djanira e Portinari, no Theatro Municipal; além das séries Mestre Athayde, com concertos gratuitos nas igrejas do Rio e Série Metrônomo, que apresenta concertos didáticos, com músicas consagradas no cenário da música clássica, e exploram a formação e organização de uma Orquestra Sinfônica.
O compromisso da orquestra com a democratização do acesso à música fica evidente com o grande número de concertos gratuitos de sua temporada: nos eventos ao ar livre do projeto Aquarius, no projeto Ensaios Abertos na Fundição Progresso e no baixo preço cobrado em seus concertos com bilheteria. Atributo importante da orquestra é seu compromisso com a música brasileira, seja através de gravações, seja pelo número expressivo de compositores brasileiros presentes em sua programação. A busca pela ampliação do universo da música sinfônica leva a Petrobras Sinfônica a ultrapassar fronteiras, como o diálogo com a música popular realizado na série MPB & Jazz, dirigida por Wagner Tiso, ou na leitura de novos repertórios, fazendo com que a música contemporânea esteja sempre presente.
Ao longo de sua trajetória, a Petrobras Sinfônica recebe regularmente os mais importantes artistas brasileiros, como Nelson Freire, Antônio Meneses e Arnaldo Cohen, e grandes nomes internacionais, como Joshua Bell, Boris Belkin, Sarah Chang, Maria João Pires, David Garrett e Krzysztof Penderecki, entre outros.
Com atuação em diversos projetos musicais e em várias cidades do Brasil, a Petrobras Sinfônica consolida-se como uma das mais atuantes orquestras brasileiras, mantendo-se fiel ao princípio de ser a música uma linguagem universal, para além de limites sociais ou movimentos estéticos. “Nosso objetivo é fazer da excelência da nossa música a emoção daqueles que nos acompanham” (Isaac Karabtchevsky).

## Histórico
1972 - Criação da Orquestra Pró Música, com 45 instrumentistas, por iniciativa de Armando Prazeres.
1973 - Armando Prazeres cria os primeiros corais de empresas nos Correios, Telerj e Petrobras.
1986 - No tradicional Concerto da Independência, o presidente da Petrobras Ozires Silva, depois de 10 anos, finalmente aceita patrocinar a OPM a pedido de Prazeres.
1987 - Formada por 45 músicos, a Orquestra Pró Música do Rio de Janeiro foi criada, sob o patrocínio da Petrobras, em abril de 1987. No dia 26 de maio deste ano Beethoven e Villa-Lobos faziam parte do programa do concerto de estreia apresentado na Sala Cecília Meireles sob a regência do fundador Armando Prazeres com piano, coro e orquestra. Aliás, obras para coral, solistas de canto e apresentações em igrejas e comunidades carentes eram o seu ponto forte até então. No mesmo ano iniciava-se o ciclo “Concertos pelo Rio” com apresentações no Circo Voador e na Favela da Maré.
1988 - A Orquestra aumenta seu quadro artístico convocando, pela primeira vez, jovens instrumentistas para seleção. Fortalece sua tradição de apresentações em locais com pouca inserção da música clássica como Manguinhos, Cascadura, Rocha, Encantado, Bonsucesso e Nova Iguaçu, popularizando a música erudita.
1989 - A Orquestra já apresenta uma temporada anual consolidada com apresentações em Resende, Nova Iguaçu, Campos, Teatro Municipal (2 concertos, sendo 1 promovido pela Cruz Vermelha em prol do Menor Carente) e Sala Cecília Meireles (4 concertos). É também convidada para participar de eventos extras como os 60 anos da Colônia Finlandesa em Penedo.
1990 - Inaugurando a sua 4ª temporada, a Orquestra, já com 61 integrantes, faz um programa com Beethoven e Mozart.
1991 - “Orquestra sobe o morro” é o título da matéria de jornal que anuncia evento que acontece, entre outros lugares, na Favela da Rocinha apresentando obras de vários compositores como Villa-Lobos, reforçando os brasileiros na sua temporada. Em Campo Grande reúne público de 2 mil pessoas que aplaudiram aberturas de óperas de Carmen e Bizet.
1992 - O palco do Teatro Municipal foi pequeno para a comemoração do cinqüentenário dos Canarinhos de Petrópolis, onde a Orquestra se apresentou com 350 vozes.
1993 Sempre preocupada com o cunho social, a Orquestra se apresenta contra a fome em benefício dos carentes em igreja em Nova Iguaçu sendo a entrada 1 kg de alimento não perecível. No final do ano, repete a ideia na Sala Cecília Meireles onde a renda de ingressos foi revertida para a Campanha da Fome.
1994 - A Orquestra passa a se chamar Orquestra Petrobras Pró Música - OPPM, incorporando o nome da patrocinadora ao seu. No seu concerto de estreia apresentam-se o violonista Turíbio Santos e o regente Mário Tavares. A orquestra comemora o natal deste ano com show na praia de Ipanema.
1995 - A temporada dá espaço a compositores nacionais como Lorenzo Fernandez, Edino Krieger, Radamés Gnatalli, Carlos Gomes, além de Villa-Lobos e grava suas primeiras trilhas sonoras: O Guarani, de Norma Benguell e Carlota Joaquina, de Carla Camuratti.
1996 - A OPPM abre temporada com concertos de graça visando, como sempre, ser acessível a toda população e, para tanto, se apresenta em igrejas em Bangu. Neste ano a orquestra comemora 150 concertos e se apresenta para Manaus no Teatro Amazonas.
1997 - No aniversário de 10 anos da orquestra, esta se apresenta na Quinta da Boa Vista, na Candelária, participa da gravação do CD Gal Acústico MTV (a convite de Gal Costa e Wagner Tiso) acompanhando-a em turnê por todo o Brasil e, com este disco, ganha o Prêmio Sharp. Por ter regido o concerto durante a missa rezada pelo Papa João Paulo II, em sua vinda ao Brasil, Armando Prazeres ficou conhecido como o “maestro do Papa”.
1998 - Dando início a uma parceria, que viria a se concretizar mais tarde, a Orquestra toca com Wagner Tiso ao piano, no Teatro Carlos Gomes, em homenagem aos 100 anos de nascimento de Gershwin. É neste ano, também, que a OPPM lança seu primeiro CD que reúne composições de Villa-Lobos e Lorenzo Fernandes, entre outros autores brasileiros.
1999 - Antes do início da sua 12ª temporada, morre o maestro Armando Prazeres. É apresentado o novo regente temporário da OPPM, o mexicano José Guadalupe Flores.
2000 - Com a entrada do regente Roberto Tibiriçá como diretor artístico da OPPM o grupo passa a ter temporada regular no Teatro Municipal do Rio de Janeiro, com concerto de encerramento com o pianista Nelson Freire. É realizado o 1º concurso da história da Orquestra, para Jovens Solistas. A orquestra se apresenta na enseada de Botafogo e na inauguração da Árvore de Natal da Lagoa.
2001 - É realizado o 1º Concurso Nacional Eleazar de Carvalho para Jovens Regentes. A Orquestra toca no “Concerto do Dia do Trabalhador” com participação de Wagner Tiso e Sivuca.
2002 - No ano de lançamento da série “Concertos Matinais”, apresentam-se com a Orquestra, no Teatro Municipal, os bailarinos Ana Botafogo e Marcelo Misailidis no Festival Tchaikovsky. É realizado o concerto de lançamento do segundo CD da Orquestra com a participação do pianista Arnaldo Cohen tocando Villa-Lobos e Hekel Tavares. Wagner Tiso toca no concerto de inauguração da Sala Maestro Armando Prazeres, atual local de ensaios da orquestra. A Orquestra é convidada para tocar no aniversário de 90 anos do Bondinho do Pão de Açúcar.
2003 - Dando continuidade à série “Concertos Matinais”, Antonio Meneses apresenta-se com a Orquestra com ingressos populares que variam de R$2,00 a R$10,00. É anunciado o 1º Concurso Nacional de Jovens Compositores. A Orquestra Escola Petrobras Pró Música toca nos 75 anos da Mangueira no Teatro Municipal e em Brasília para o Presidente Lula. É contratado o mais renomado maestro brasileiro: Isaac Karabtchevsky para substituir Roberto Tibiriçá.
2004 - Começa, oficialmente, a primeira temporada da orquestra sob a regência do maestro Isaac Karabtchevsky, um nome consagrado no panorama internacional e que retornou ao Rio de Janeiro neste ano especialmente para assumir este posto. A Orquestra ganha o prêmio TIM de Música na categoria instrumental pelo CD Cenas Brasileiras, de Wagner Tiso. Paulinho da Viola abre a série OPPmpb & jazz no seu lançamento, sob a coordenação de Wagner Tiso. Karabtchevsky cria o Ciclo Villa-Lobos & Tchaikovsky.
2005 - Inicia-se o Ciclo Mahler que tem como objetivo apresentar todas as suas sinfonias até o ano de 2009. Neste ano a Orquestra começa a fazer pequenas turnês pelas principais capitais do país. A Orquestra se apresenta no XVII Festival Internacional de Música de Morelia, no México.
2006 - A OPPM se torna Orquestra Petrobras Sinfônica e mistura Samba com Música Clássica em dobradinha com a bateria da Unidos da Tijuca. É realizada a Sinfonia dos Mil, de Gustav Mahler, no Teatro Municipal e na Praia de Copacabana, pelo retomado Projeto Aquarius. A Orquestra recebe Krzysztof Penderecki, participa da MIMO (Mostra Internacional de Música em Olinda) e do Vídeo Games Live. É gravado o primeiro DVD da Orquestra “Concerto do Centenário Radamés Gnattali”.
2007 - Dando continuidade às pequenas turnês, a Orquestra viaja para Manaus e Brasília com Nelson Freire, para Curitiba com Wagner Tiso e para Olinda pelo segundo ano para a MIMO. É gravada “A Floresta do Amazonas” de Villa-Lobos no Teatro Municipal com a solista Mirna Rubin. A Orquestra participa do evento “Música em Cena” sob a regência de Ennio Morricone.
2008 - Numa parceria com o Sesc, pequenos grupos de câmara da orquestra se apresentam, ao longo do ano, em 52 concertos nas unidades da Tijuca, São Gonçalo, Madureira e Barra Mansa. O Prata da Casa amplia seus horizontes e acontece, também, no Teatro Municipal de Niterói e em Duque de Caxias. Na Sala Cecília Meireles estreia a Série Noturnos com direito a vinho e Happy Hour Musical. Mais uma edição do Aquarius é celebrada no Forte Copacabana.
2009 - Com um novo formato, são lançadas as séries principais da orquestra: Djanira, Portinari e Burle Marx, numa homenagem aos nossos artistas brasileiros. Com o Theatro Municipal em obras, a Sala Cecília Meireles se torna o palco principal das atividades da orquestra que conta, ainda, com a Série Mestre Athayde, toda apresentada em igrejas. Os Ensaios Abertos abrem a intimidade da preparação da orquestra ao público em geral no seu novo local de ensaios – Fundição Progresso. É lançado o primeiro produto para venda da orquestra: o CD/DVD “A Floresta do Amazonas” de Villa-Lobos. Realiza-se a primeira ópera encenada da história da orquestra: “O Anão”, de Alexander von Zemlinsky. A orquestra se apresenta na virada do ano no reveillon em Copacabana.
2010 - Segundo Isaac Karabtchevsky o ano de 2010 teve a intensão de "Enfatizar as principais características da Orquestra: brasilidade e contemporaneidade". As séries Djanira e Portinari, realizadas no Theatro Municipal tiveram 10 concertos com repertório e convidados variados. Um dos destaques foram as primeiras audições, brasileiras ou cariocas, da Sinfonia n° 4 , de Charles Yves, do Concerto para violoncelo e orquestra, de Friedrich Gulda, com solo de Antonio Menezes e a  Sinfonia n° 3 de Leonard Bernstein. Dando continuidade à montagem de óperas pela Orquestra Petrobras Sinfônica, O Caso Makropulos, Concerto Cênico em 3 atos, contou com a Direção Cênica de Carla Camurati e Vozes Masculinas do Coro Sinfônico do Rio de Janeiro. Também em 2010 entra para a Temporada a Série Metrônomo, série com caráter didático que leva alunos de escolas públicas para assistirem a um concerto que explica como se dá a organização de uma orquestra sinfônica, aproximando e familiarizando esse público ao universo da música clássica
2012 - Em março desse ano, dá-se início a Academia Juvenil, um projeto que reúne jovens estudantes de inúmeras escolas de música e orquestras comunitárias de todo o Estado do Rio de Janeiro.

## Discografia
1988: OPPM (Sinfonieta nº1 de Villa-Lobos e a Sinfonieta Prima de Ernani Aguiar, além de quatro músicas de Hekel Tavares - REGENTE: Armando Prazeres.
2001: Cenas Brasileiras (com Wagner Tiso) - REGENTE: Roberto Tibiriçá.
2002: Villa-Lobos  -  Hekel Tavares (com Arnaldo Cohen)- REGENTE: Roberto Tibiriçá.
2006: DVD Concerto do Centenário RADAMÉS GNATALLI
2007: Uma Coletânea - REGENTE: Isaac Karabtchevsky.
2009: A Floresta do Amazonas de Villa-Lobos - REGENTE: Isaac Karabtchevsky.
2010: Guerra-Peixe - REGENTE: Isaac Karabtchevsky / Carlos Prazeres.
2011: Compositores Brasileiros 1 - REGENTE: Isaac Karabtchevsky